# Kabinett Blair III
Das Kabinett Blair III wurde im Mai 2005 von Tony Blair gebildet. 
Die Kabinettsmitglieder traten, wie im UK üblich, am Tag nach der britischen Unterhauswahl am 5. Mai 2005 ihre Posten an. 
Blair hatte schon vor der Wahl 2005 angekündigt keine ganze Amtszeit zu regieren. Er trat am 27. Juni 2007 zurück; damit endete auch die Amtszeit seines Kabinetts. 

## Regierungszeit
Bei der Unterhauswahl am 5. Mai 2005 erhielt Labour 35,2 % der Stimmen (die Tories erhielten 32,4 %) und 355 der 646 Unterhaussitze, eine absolute Mehrheit. 
In der zweiten Jahreshälfte 2005 war Blair turnusgemäß Vorsitzender der britischen EU-Ratspräsidentschaft. Hier setzte er sich für die Verabschiedung der EU-Afrikastrategie ein. In den Jahren 2006 und 2007 setzte sich Blair für eine Erneuerung des britischen Atomwaffenprogramms ein, was wegen Widerstand in den Reihen der Labour-Unterhausabgeordneten nur mit den Stimmen der Tories beschlossen werden konnte.
In Blairs Kabinett gab es im Laufe von Blairs Amtszeit zahlreiche Umbesetzungen. Am 27. Juni 2007 trat Blair vom Amt des Premierministers zurück. Sein Nachfolger wurde der bisherige Schatzkanzler Gordon Brown, der wenige Tage zuvor auch zum Labour-Vorsitzenden gewählt worden war. 
Brown verwendete Blairs New Labour Slogan nur selten und versuchte, sich von seinem unpopulär gewordenen Vorgänger abzusetzen. 
Labour verlor seine absolute Mehrheit in der Unterhauswahl am 6. Mai 2010. 
Am 5. Juli 2024 wurde erstmals seitdem ein Labour-Premierminister gewählt: Keir Starmer.

## Regierungsmitglieder
| Zugehörigkeit |  | Labour |

| Amt                                                                              | Bild           | Person            | Partei       | Partei           | Amtszeit         | Amtszeit      |
| -------------------------------------------------------------------------------- | -------------- | ----------------- | ------------ | ---------------- | ---------------- | ------------- |
| Premierminister Erster Lord des Schatzamtes Minister für den öffentlichen Dienst |                | Tony Blair        |              | Labour Party     | 6. Mai 2005      | 27. Juni 2007 |
| Stellvertretender Premierminister First Secretary                                |                | John Prescott     | Labour Party | 6. Mai 2005      | 27. Juni 2007    |               |
| Schatzkanzler Zweiter Lord des Schatzamtes                                       |                | Gordon Brown      | Labour Party | 6. Mai 2005      | 27. Juni 2007    |               |
| Lordkanzler                                                                      |                | Charles Falconer  | Labour Party | 6. Mai 2005      | 27. Juni 2007    |               |
| Innenminister                                                                    |                | Charles Clarke    | Labour Party | 6. Mai 2005      | 6. Mai 2006      |               |
| Innenminister                                                                    | John Reid      | John Reid         | Labour Party | 6. Mai 2006      | 27. Juni 2007    |               |
| Außenminister/in                                                                 | Jack Straw     | Jack Straw        | Labour Party | 6. Mai 2005      | 6. Mai 2006      |               |
| Außenminister/in                                                                 |                | Margaret Beckett  | Labour Party | 6. Mai 2006      | 27. Juni 2007    |               |
| Lordpräsident des Rates Leader of the House of Commons                           |                | Geoff Hoon        | Labour Party | 6. Mai 2005      | 6. Mai 2006      |               |
| Lordpräsident des Rates Leader of the House of Commons                           | Jack Straw     | Jack Straw        | Labour Party | 6. Mai 2006      | 27. Juni 2007    |               |
| Lordsiegelbewahrer Leader of the House of Lords                                  |                | Valerie Ann Amos  | Labour Party | 6. Mai 2005      | 27. Juni 2007    |               |
| Verteidigungsminister                                                            | John Reid      | John Reid         | Labour Party | 6. Mai 2005      | 6. Mai 2006      |               |
| Verteidigungsminister                                                            |                | Des Browne        | Labour Party | 6. Mai 2006      | 27. Juni 2007    |               |
| Minister/in für Bildung und Beschäftigung                                        |                | Ruth Kelly        | Labour Party | 6. Mai 2005      | 6. Mai 2006      |               |
| Minister/in für Bildung und Beschäftigung                                        |                | Alan Johnson      | Labour Party | 6. Mai 2006      | 27. Juni 2007    |               |
| Minister/in für Umwelt, Ernährung und ländliche Angelegenheiten                  |                | Margaret Beckett  | Labour Party | 6. Mai 2005      | 6. Mai 2006      |               |
| Minister/in für Umwelt, Ernährung und ländliche Angelegenheiten                  |                | David Miliband    | Labour Party | 6. Mai 2006      | 27. Juni 2007    |               |
| Gesundheitsministerin                                                            |                | Patricia Hewitt   | Labour Party | 6. Mai 2005      | 27. Juni 2007    |               |
| Minister für internationale Entwicklung                                          |                | Hilary Benn       | Labour Party | 6. Mai 2005      | 27. Juni 2007    |               |
| Minister für Nordirland Minister für Wales                                       | Peter Hain     | Peter Hain        | Labour Party | 6. Mai 2005      | 27. Juni 2007    |               |
| Minister für Handel und Industrie Präsident des Board of Trade                   |                | Alan Johnson      | Labour Party | 6. Mai 2005      | 6. Mai 2006      |               |
| Minister für Handel und Industrie Präsident des Board of Trade                   |                | Alistair Darling  | Labour Party | 6. Mai 2006      | 27. Juni 2007    |               |
| Verkehrsminister Minister für Schottland                                         |                | Alistair Darling  | Labour Party | 6. Mai 2005      | 6. Mai 2006      |               |
| Verkehrsminister Minister für Schottland                                         |                | Douglas Alexander | Labour Party | 6. Mai 2006      | 27. Juni 2007    |               |
| Minister für Arbeit und Pension                                                  | David Blunkett | David Blunkett    | Labour Party | 6. Mai 2005      | 2. November 2005 |               |
| Minister für Arbeit und Pension                                                  |                | John Hutton       | Labour Party | 2. November 2005 | 27. Juni 2007    |               |
| Minister/in für Gemeinden und Kommunalverwaltung                                 |                | David Miliband    | Labour Party | 6. Mai 2005      | 6. Mai 2006      |               |
| Minister/in für Gemeinden und Kommunalverwaltung                                 |                | Ruth Kelly        | Labour Party | 6. Mai 2006      | 27. Juni 2007    |               |
| Kanzler/in des Herzogtums Lancaster Ministerin im Cabinet Office                 |                | John Hutton       | Labour Party | 6. Mai 2005      | 2. November 2005 |               |
| Kanzler/in des Herzogtums Lancaster Ministerin im Cabinet Office                 |                | Jim Murphy        | Labour Party | 2. November 2005 | 6. Mai 2006      |               |
| Kanzler/in des Herzogtums Lancaster Ministerin im Cabinet Office                 |                | Hilary Armstrong  | Labour Party | 6. Mai 2006      | 27. Juni 2007    |               |
| Chief Secretary to the Treasury                                                  |                | Des Browne        | Labour Party | 6. Mai 2005      | 6. Mai 2006      |               |
| Chief Secretary to the Treasury                                                  |                | Stephen Timms     | Labour Party | 6. Mai 2006      | 27. Juni 2007    |               |
| Minister/in ohne Geschäftsbereich Vorsitzender der Labour Party                  |                | Ian McCartney     | Labour Party | 6. Mai 2005      | 6. Mai 2006      |               |
| Minister/in ohne Geschäftsbereich Vorsitzender der Labour Party                  |                | Hazel Blears      | Labour Party | 6. Mai 2006      | 27. Juni 2007    |               |
| Weitere Teilnehmer der Kabinettssitzung                                          |                |                   |              |                  |                  |               |
| Chief Whip                                                                       |                | Hilary Armstrong  |              | Labour Party     | 6. Mai 2005      | 6. Mai 2006   |
| Chief Whip                                                                       |                | Jacqui Smith      | Labour Party | 6. Mai 2006      | 27. Juni 2007    |               |